# Asplenium confusum
Asplenium confusum là một loài dương xỉ trong họ Aspleniaceae. Loài này được Tardieu & Ching mô tả khoa học đầu tiên năm 1936.
Danh pháp khoa học của loài này chưa được làm sáng tỏ. 